# Guldskeppet
Guldskeppet var ett svenskt kulturpris som delades ut under perioden 1970-1979 av Litteraturfrämjandet. Litteraturfrämjandet (tidigare Boklotteriet) instiftade detta hederspris, som skulle tillfalla en kulturpersonlighet som gjort särskilt stora insatser för kulturen. Priset delades ut första gången 1970 och tillföll Astrid Lindgren och den sista mottagaren var Alf Sjöberg 1979. Guldskeppet bestod av en statyett formgiven av professor Karl Göte Bejemark. Från och med 1980 delade Litteraturfrämjandet istället ut hederspriset Vingpennan.

## Pristagare
- 1970 – Astrid Lindgren
- 1971 – Anders Österling
- 1972 – Ivar Harrie
- 1973 –
- 1974 – Ebbe Linde
- 1975 – Stellan Arvidson
- 1976 – Alf Ahlberg
- 1977 – Karl Ragnar Gierow
- 1978 – Victor Svanberg
- 1979 – Alf Sjöberg